# Metepeira lima
Metepeira lima är en spindelart som beskrevs av Chamberlin och Ivie 1942. Metepeira lima ingår i släktet Metepeira och familjen hjulspindlar.
Artens utbredningsområde är Peru. Inga underarter finns listade i Catalogue of Life.